# Ingrid Kasten
Ingrid Kasten (* 24. Juni 1945 in Lübeck) ist eine deutsche Germanistin und Professorin für Ältere Deutsche Literatur und Sprache am Institut für Deutsche und Niederländische Philologie an der Freien Universität Berlin.

## Leben
Kasten studierte Philosophie, Romanistik und Germanistik an der Universität Hamburg. Sie wurde 1973 promoviert und war von 1973 bis 1983 Wissenschaftliche Assistentin an der Universität Hamburg. 1983 folgte ihre Habilitation im Fach Deutsche Philologie mit besonderer Berücksichtigung der romanischen Literaturen des Mittelalters. Noch im selben Jahr wurde sie zur Professorin an der Universität Hamburg ernannt. Es folgten Lehrstuhlvertretungen in Heidelberg und Göttingen 1986 und 1987. 1987 wurde sie auf den Lehrstuhl für Ältere deutsche Literatur und Sprache an der Freien Universität Berlin berufen.
Von 1991 bis 1997 war sie Mitglied des Vorstandes des Deutschen Germanistenverbandes und zwischen 1994 und 1997 hier auch stellvertretende Vorsitzende. Dekanin des Fachbereichs Germanistik an der Freien Universität Berlin war sie von 1995 bis 1997. Seit 1996 gehört sie dem Zentrum für Historische Anthropologie an; seit 1997 auch dem Graduiertenkolleg „Körper-Inszenierungen“. 1999 wurde sie Mitglied des Sonderforschungsbereichs „Kulturen des Performativen“ und 2000 zur DFG-Gutachterin gewählt.

## Schwerpunkte in Forschung und Lehre
Kasten forscht im Bereich der mittelalterlichen, volkssprachlichen Literatur zur Lyrik, Frauenmystik, zum Roman und zu Versnovellen. Sie erforscht die Literaturgeschichte der Emotionalität und widmet sich der Gender-Forschung in der Mediävistik.

## Veröffentlichungen
- Studien zu Thematik und Form des mittelhochdeutschen Streitgedichts. Diss. Hamburg 1973.
- Frauendienst bei Trobadors und Minnesängern im 12. Jahrhundert. Zur Entwicklung und Adaption eines literarischen Konzepts. Winter, Heidelberg 1986, ISBN 3-533-03656-1.
- Deutsche Lyrik des frühen und hohen Mittelalters. Texte und Kommentare. Übersetzungen: M. Kuhn. Frankfurt a. M. 1995 (Deutscher Klassiker Verlag, Bibliothek des Mittelalters Bd. 3), ISBN 978-3-618-68006-2
- Emotionalität. Zur Geschichte der Gefühle. Herausgeberin gemeinsam mit Anne Fleig u. Claudia Benthien. Böhlau, Köln 2000, ISBN 3-412-08899-4.